# Big Bad Shakin’
Big Bad Shakin’ ist eine 1997 gegründete Rock-’n’-Roll/Garage-Rock-Band aus Berlin. Die Band hat vier Alben und mehrere EPs veröffentlicht. Auch existiert eine Live-DVD mit einem Open-Air-Konzert.

## Geschichte
2006 bis 2012 arbeitete die Band mit dem Produzenten-Team von Valicon in Berlin zusammen, das u. a. die Künstler Jeanette Biedermann, Lena, Silbermond oder Glasperlenspiel produziert hat. Im Zuge der Aufnahmen zum Album Hollywood Flamingo gab es eine Zusammenarbeit mit dem Babelsberger Filmorchester für den Titel True Love Travels on a Gravel Road. Dieser 1968 zunächst vom US-Countrysänger Duane Dee aufgenommene Song wurde in den frühen 1970er Jahren vor allem durch die Liveauftritte von Elvis Presley in Las Vegas bekannt. Dieser Song erschien dann auch als Download-Single mit vier verschiedenen Versionen des Titels.
Nach personellen Umstellungen im Jahr 2013 folgten erste Live-Shows in neuer Besetzung zu Beginn des Jahres 2014. Im Sommer 2014 traten Big Bad Shakin’ u. a. als Headliner bei den Jet-Wake-Masters in Pöchlarn, Österreich sowie bei Rock ’n’ Roll im Kurpark (Bad Sauerbrunn, Österreich) auf.
Im Jahr 2019 wurde die EP Better Than We’ve Been in Moe’s Rockin’ Chair Studio in Berlin aufgenommen und schließlich 2021 durch MCDP veröffentlicht.

## Stil
Ihr Stil ist eine Mischung aus hartem, modern interpretierten Rock ’n’ Roll, Garage- und Punkrock. Die Band mischt die verschiedenen Genres und spielt so einen eigenen, energievollen Stil, der von Dynamik und Groove gekennzeichnet ist.
Bekannt ist die Band vor allem für ihre wilden Liveshows, bei denen sie das Publikum einbezieht sowie humoristische Einlagen.

## Trivia
Der Bandname leitet sich von dem britischen Musiker [Shakin’ Stevens] ab.

## Diskografie

### Soloalben
- 2004: Bad at Being Good (Raucous Records, England)
- 2009: KING (Foxrocks Records, Deutschland)
- 2012: Hollywood Flamingo (Foxrocks Records, Deutschland)
- 2013: BABG 2 (Vampirette Records, Deutschland)
- 2021: Better Than We’ve Been (MCDP International, Deutschland)

### Sampler
- 2004: The Best of Fury Rock ’n’ Roll (Fury Records, England)
- 2008: Rockin’ and Boppin’ Vol. 2 (Vampirette Records, Deutschland)

### Singles
- Marie Marie (Dynamite Records, 7" Vinyl)